# Edwardiaanse architectuur

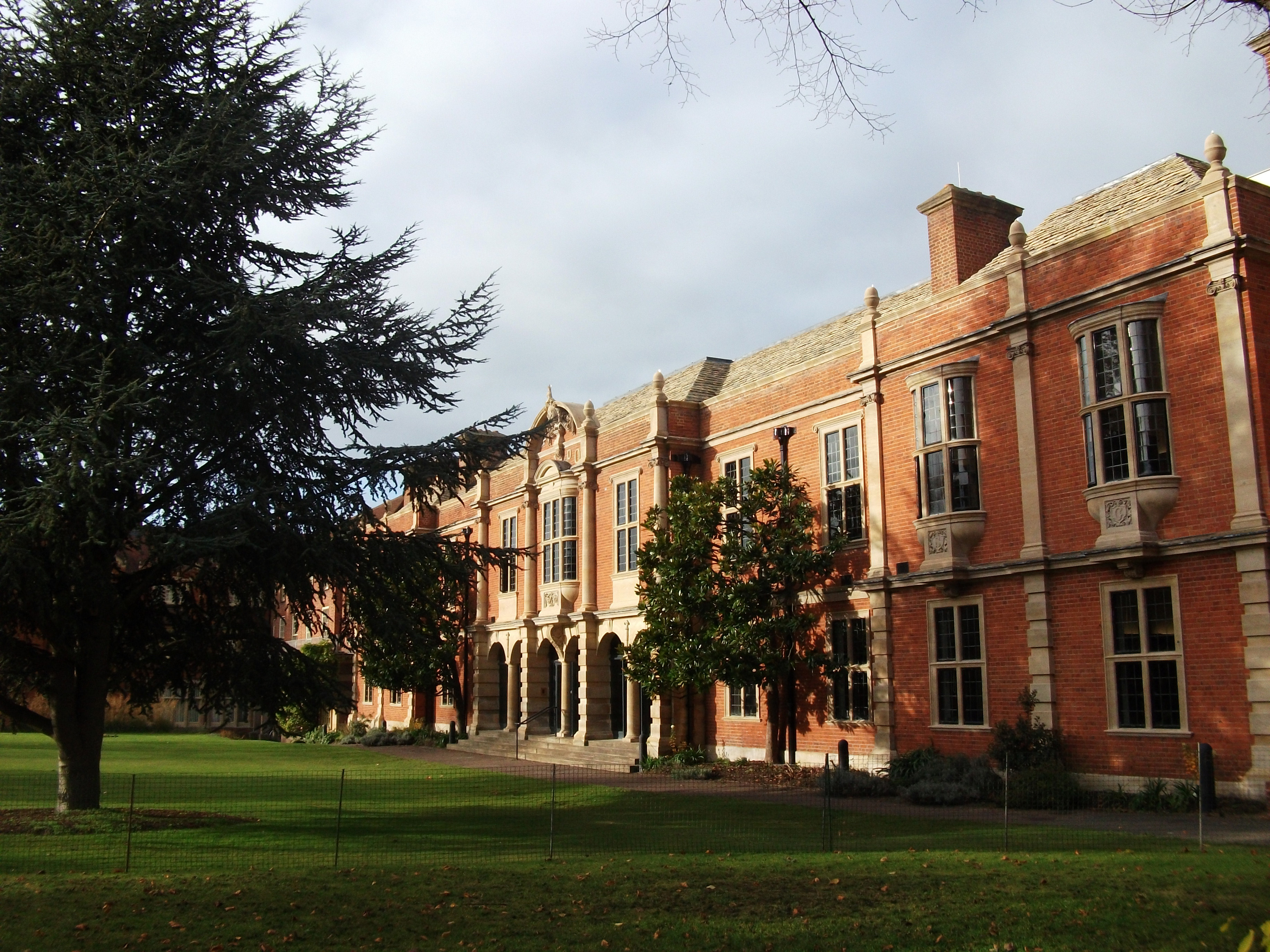
Somerville College Library, Oxford.

De edwardiaanse architectuur is de bouwstijl die populair was tijdens de regeerperiode van Eduard VII van het Verenigd Koninkrijk (1901-1910), hoewel men de stijlperiode doorgaans van 1901 tot 1914 laat lopen (het edwardiaans tijdperk).
Gebouwen in edwardiaanse stijl zijn minder rijkelijk versierd dan in de hoog- of laat-victoriaanse architectuur. De edwardiaanse barokarchitectuur vormt hierop een uitzondering. De edwardiaanse stijl wordt verder getypeerd door het gebruik van lichte kleuren en eenvoudigere patronen. Inspiratie kwam deels van de victoriaanse architectuur, maar ook van georgiaanse en classicistische stijlen en van de eraan voorafgaande jugendstil of art nouveau.